# Olivia Lewis

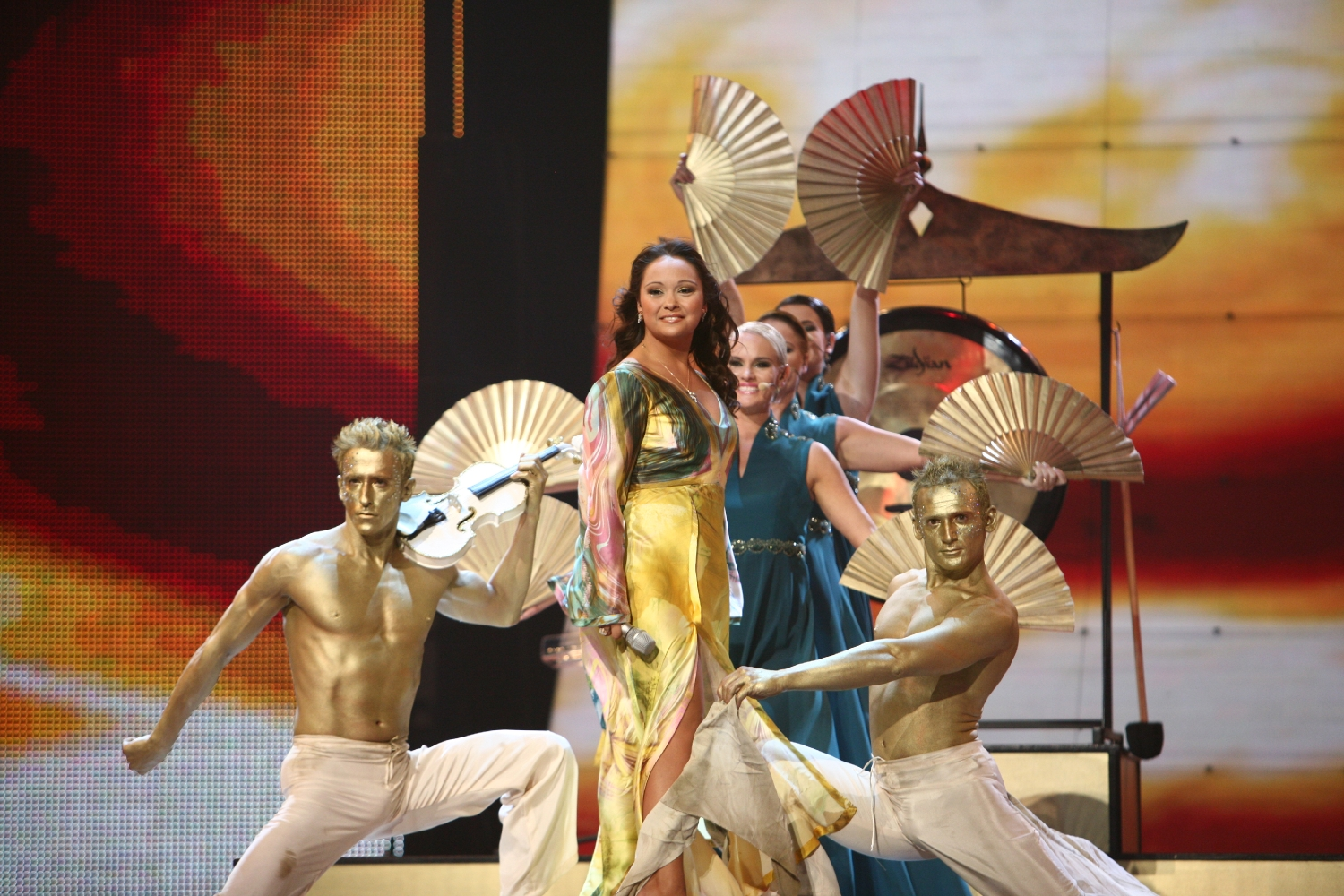
Olivia Lewis beim Eurovision Song Contest 2007

Olivia Lewis (* 18. Oktober 1978 in Qormi) ist eine maltesische Sängerin.

## Karriere
Lewis nahm von 1997 bis 2007 mit insgesamt 13 Liedern an der TVM-Show Malta Song For Europe teil, welche die Vorentscheidung Maltas zum Eurovision Song Contest bildet. Bereits im Alter von 14 Jahren nahm sie am Malta Song for Europe als Background-Sängerin teil. Ein Jahr später war sie Background-Sängerin für William Mangion’s Gewinnerlied This time. 2007 gelang ihr der Sieg, sodass sie Malta in Helsinki vertreten durfte. Obwohl das Lied Vertigo, geschrieben von Philip Vella und Gerard James Borg, als Favorit gehandelt wurde, schied es bereits im Halbfinale aus. Es belegte dort den 25. Platz (von 28) mit 15 Punkten.
2013 nahm sie am Festival Internazzjonali Tal-Kanzunetta Maltija teil und gewann mit dem Lied Hawn Mill-Gdid, geschrieben von Paul Abela und Joe Julian Farrugia.
2014 nahm sie am L-Għanja Tal-Poplu teil und belegte den 3. Platz als Duo mit Miriam Christine, welche ihr Lied Wara L-Kanċell zusammen mit Joe Julian Farrugia schrieb.

## Teilnahmen am Malta Song for Europe
| Jahr | Platzierung | Lied                     | Zusätzliche Informationen                          |
| ---- | ----------- | ------------------------ | -------------------------------------------------- |
| 1997 | 7           | Falling (for your love)  | gesungen mit Marvic Lewis                          |
| 1998 | 15          | You’re the one           | –                                                  |
| 1999 | 7           | Autumn of my love        | –                                                  |
| 2000 | 5           | Only for you             | –                                                  |
| 2000 | 9           | I wanna love you         | –                                                  |
| 2001 | 7           | Love will see me through | –                                                  |
| 2001 | 10          | Hold me now              | –                                                  |
| 2002 | 11          | Give me wings            | –                                                  |
| 2003 | 6           | Starting over            | mit IQ’s Verse-One                                 |
| 2004 | 2           | Take a look              | geschrieben von Paul Giordimaina und Fleur Balzan  |
| 2005 | 2           | Deja Vu                  | geschrieben von Philip Vella und Gerard James Borg |
| 2006 | 2           | Spare a moment           | geschrieben von Ray Agius und Godwin Sant          |
| 2007 | 1           | Vertigo                  | geschrieben von Philip Vella und Gerard James Borg |